# سنتز نوپدید
سنتز نوپدید (انگلیسی: De novo synthesis) به ساخته‌شدن مولکول‌های پیچیدهٔ از مولکول‌های ساده‌تر همچون شکر و اسید آمینه گفته می‌شود. (در مقایسه با حالتی که طی آن، مواد هضم و تجزیه‌شده، دوباره بازیافت شده و برای تولید مورد استفاده قرار بگیرند). برای نمونه، حضور نوکلئوتیدها در رژیم غذایی ما ضروری نیست، چرا که از مولکول‌های پیش‌ساز کوچکی از فرمات و آسپارتات قابل ساخت است. اما متیونین باید حتماً در رژیم غذایی باشد، چرا که قابلیت سنتز نوپدید را ندارد، هر چند می‌توان به هوموسیستئین تجزیه و مجدداً از آن ساخته شود.
عبارت «دِنوو» (De novo) یک عبارت لاتین و به معنای «از [چیزِ] جدید» است که مجازا به معنای «از دوباره»، «از صفر» و «از ابتدا» است.

## نوکلئوتید
مسیرهای سنتز نوپدیدِ نوکلئوتیدها نیازمند بازهای نوکلئوتیدی آزاد نیستند: آدنین (A)، گوانین (G)، سیتوزین (C)، تیمین (T) یا اوراسیل (U). حلقهٔ پورین از یک یا چند اتم در هر نوبت ساخت، تولید می‌شود و طی این فرایند متصل به قند ریبوز است. حلقهٔ پیریمیدین از اوروتات ساخته شده و متصل به ریبوز ۵-فسفات است که بعداً به نوکلئوتیدهای رایج پیریمیدین مبدل می‌شود.

## کلسترول
کلسترول یکی از اجزای ضروری ساختمان غشای سلولی جانوران است. این ماده همچنین پیش‌ماده‌ای برای بیوسنتز هورمون‌های استروییدی، نمک‌های صفراوی و ویتامین دی است. در پستانداران، کلسترول یا از طریق مواد غذایی به بدن می‌رسد یا طی قرایند سنتز نوپدید ایجاد می‌شود. تا حدود ۷۰–۸۰٪ سنتز نوپدید کلسترول در کبد و حدود ۱۰٪ آن در روده باریک رخ می‌دهد. سلول‌های سرطانی برای ساخت غشای سلولی خود نیازمند کلسترول هستند و به همین منظور آنزیم‌های زیادی جهت سنتز نوپدید کلسترول از استیل-کوآ در اختیار دارند.

## اسید چرب
لیپوژنز نوپدید (DNL) فرایندی است که طی آن، کربوهیدرات‌ها خون (به‌ویژه پس از خوردن یک خوراکی شیرین یا غذای پُر قند) به اسید چرب و سپس به تری‌گلیسرید یا چربی‌های دیگر تبدیل می‌شود. استات و برخی اسیدهای آمینه (به‌خصوص لوسین و ایزولوسین منابع تأمین کربن در لیپوژنز نوپدید محسوب می‌شوند.
در حالت عادی، فرایند لیپوژنز نوپدید در بافت چربی صورت می‌پذیرد. اما در حالاتی چون چاقی، مقاومت به انسولین و دیابت نوع ۲، این فرایند در بافت چربی کاهش می‌یابد (جایی که آنزیم  ChREBP  فاکتور رونویسی اصلی است) و در عوض در کبد افزایش می‌یابد (جایی که آنزیم  SREBF1  فاکتور رونویسی اصلی است). آنزیم ChREBP معمولاً در کبد توسط گلوکز (و مستقل از انسولین) فعال می‌شود. چاقی و غذاهای پًرچرب، سطح ChREBP را در بافت‌های چربی کاهش می‌دهند. در مقابل، سطوح بالای انسولین در خون به دنبال غذاها و خوراکی‌های شیرین یا مقاومت به انسولین، بیانِ SREBF1 را در کبد شدیداً افزایش می‌دهند. در اثر کاهش لیپوژنز نوپدید در بافت‌های چربی و افزایش آن در کبد به سبب چاقی یا مقاومت به انسولین، در نهایت عارضهٔ کبد چرب پدیدار می‌گردد.
مصرف فروکتوز (در مقایسه با گلوکز) هر دو آنزیم ChREBP و SREBF1 را، مستقل از انسولین، فعال می‌کند. با آنکه گلوکز در کبد قابلیت تبدیل به گلیکوژن را داراست، فروکتوز همیشه افزایش لیپوژنز نوپدید کبدی را در پی دارد که خیلی بیشتر از گلوکز، سبب افزایش تری‌گلیسریدها می‌شود. علاوه بر این‌ها، اگر به یک میزان مساوی از نوشیدنی‌های حاوی فروکتوز و گلوکز مصرف شود، آن نوشیدنی که فروکتوز دارد، نه تنها تری‌گلیسریدهای پلاسمای خون را بیشتر بالا می‌برد، بلکه احتمال بروز چاقی شکمی را هم بیشتر از نوشیدنی دارای گلوکز افزایش می‌دهد.
لیپوژنز نوپدید در بیماری کبد چرب غیر الکلی (NAFLD) افزایش یافته و مشخصهٔ اصلی بیماری است. در مقایسه با افراد عادی، لیپوژنز نوپدید در مبتلایان به بیماری کبد چرب غیر الکلی، ۳٫۵ برابر است.
فرایند لیپوژنز نوپدید توسط دو آنزیم مهم تنظیم و کنترل می‌شود: استیل کوآ کربوکسیلاز و سنتاز اسید چرب. آنزیم اولی ارائه‌کنندهٔ عامل کربوکسیل به استیل کوآ است که آنرا به مالونیل کوآ مبدل می‌سازد. سپس آنزیم دومی، مالونیل کوآ را به زنجیرهٔ اسید چرب تبدیل می‌کند. فرایند لیپوژنز نوپدید معمولاً در بدن انسان فعال نیست، چرا که بیشترِ چربی‌ها از طریق مواد غذایی به بدن می‌رسند. در موش‌ها، سنتز نوپدید اسید چرب در اثر مواجهه به سرما، در «بافت سفید چربی» افزایش می‌یابد که احتمالاً در حفظ سطح تری‌گلیسرید در خون و همچنین تأمین اسید چربمورد نیاز برای گرمازایی در سرمای طولانی حائز اهمیت است.

## دی‌ان‌ای
مقصود از سنتز نوپدید دی‌ان‌ای، تولید صناعی (ترکیبی/انضمامی) مولکول DNA، به‌جایِ هم‌گذاری یا پیرایش و تغییر پیش‌مادهٔ طبیعی توالی‌ها الگوهای مولکولی آن است. ساخت اولیهٔ اولیگونوکلئوتید، با سنتز ژن مصنوعی و در نهایت کلون کردن، اصلاح خطاها و تأیید نهایی دنبال می‌شود که عموماً از طریقِ کلون کردنِ ژن‌ها به‌داخل پلاسمیدها، اشریشیا کلی یا مخمر انجام می‌گردد.
آنزیم پرایماز یک آران‌ای پلی‌مراز است که می‌تواند یک پرایمر را به یک رشتهٔ دی‌ان‌ایِ آمادهٔ همانندسازی اضافه کند. آنزیم دی‌ان‌ای پلیمراز قادر به افزودن پرایمر نیست و به همین دلیل، نیازمند آنزیم پرایماز است تا به‌صورت نوپدید (de novo) پرایمر را بیفزاید.